# Saint-Julien-Molin-Molette
Saint-Julien-Molin-Molette este o comună în departamentul Loire din sud-estul Franței. În 2009 avea o populație de 1.226 de locuitori.

## Evoluția populației
| An        | 1975  | 1982  | 1990  | 1999  | 2006  | 2009  |
| --------- | ----- | ----- | ----- | ----- | ----- | ----- |
| Populație | 1.219 | 1.193 | 1.067 | 1.132 | 1.177 | 1.226 |